# Carla Campbell
Carla Campbell (sinh ngày 22 tháng 11 năm 1980 tại Jamaica)  là một người mẫu thời trang được đại diện bởi IMG tại New York. Cô đã nhận được sự tiếp xúc rộng rãi nhất của mình xuất hiện trong ấn phẩm Illustrated Swimsuit Issue năm 2006.

## Thông tin
Campbell là người phụ nữ đầu tiên đến từ vùng biển Caribbean xuất hiện trong ấn phẩm áo tắm nổi tiếng Sports Illustrated năm 2006. Cô cũng là người phụ nữ thứ hai đến từ vùng Caribbean được nhắc đến trong Victoria 'Secret. Cô có đặc điểm hiếm có là có bộ ngực tự nhiên, tương đối lớn cùng với thân hình săn chắc và lực lưỡng. Campbell cũng có hợp đồng người mẫu với Pulse Fashion và là một phần của Beauty Hall of Fame ở Jamaica.

## Khách hàng
Campbell đếm trong số các khách hàng của cô L'Oréal, Nike, Avon, Seventeen, Footlocker, Miller Bia, Maxim, Target và Fubu.